# Herbord (litoměřický probošt)
Herbord, též Eberhard (asi 1. polovina 13. století – 1270) byl královským notářem, 14. proboštem litoměřické kapituly sv. Štěpána v letech 1254–1270 a prelátem kapituly v Míšni.

## Život
Pocházel ze slezského hejtmanství z hradu Fulštejna, který patřil biskupu olomouckému Brunovi ze Schauenburgu. Biskupův man Herbord z Fulštejna (otec probošta Herborda) zde sloužil při ochraně přístupu na statky olomouckého biskupství. Tento Herbord byl jmenován truksasem (stolníkem či číšníkem) olomouckého biskupa. Postupně se osamostatnil a bydlel na Fulštejně s rodinou, mimo jiné i se synem, rovněž Herbordem, pozdějším litoměřickým proboštem.
O jeho mládí máme zprávy až z období 1249–1255. Tehdy byl kanovníkem dómské pražské kapituly a současně královským notářem. V roce 1254 pražský děkan a notář Herbord, protože se osvědčil v královských službách, obdržel od krále Václava I. zeměpanské potvrzení svých proboštských práv v Litoměřicích.
Je uveden jako svědek roku 1263 při ukončení prodeje pozemků premonstrátského konventu v Doksanech. Ze dne 31. ledna 1269 pochází zápis o dědičném nájmu na základě uzavřené smlouvy, v níž probošt Herbord prodává Röhrichovi dědičně proboštský statek Týnice na Slánsku. Jsou zde stanoveny další finanční podrobnosti (splatnost dvakrát ročně litoměřickému proboštství) a předepsané berně. Probošt Herbord se stal, jako jeden z prvních litoměřických prelátů, také kanovníkem dómské kapituly v Míšni. Zemřel roku 1270.
Někdy bývá zaměňován se svým synovcem – Herbordem z Fulštejna, který o roku 1255 byl v Olomouci děkanem kapituly, a od roku 1261 působil jako olomoucký probošt.